# Cecil McBee
Cecil McBee (19 maj 1935 i Oklahoma USA) er en amerikansk jazzkontrabassist.
McBee har spillet med en stor del af jazzens musikere bl.a. Andrew Hill, Miles Davis, Wayne Shorter, Sam Rivers, Jackie McLean, Charles Lloyd, Keith Jarrett, Yusef Lateef, Freddie Hubbard og Woody Shaw.